# Gem Archer
Gem Archer (født Colin Murray Archer den 7. december 1966 i Durham, England) er en engelsk musiker, bedst kendt for sit arbejde med britpop-grupperne Oasis og Heavy Stereo.
Han kom oprindeligt med i Oasis som rytmeguitarist i 1999, men varetog under tiden også lead-guitaren. Archer bidrog også med sangskrivningen i nogle af Oasis-numre. Efter opløsningen af Oasis i august 2009 meddelte forsanger Liam Gallagher, at han og Gem Archer, i samarbejde med resterende tidligere Oasis-medlemmer (dog foruden Noel Gallagher), arbejdede på nyt materiale til et nydannet band ved navn Beady Eye.